# Chinguiti

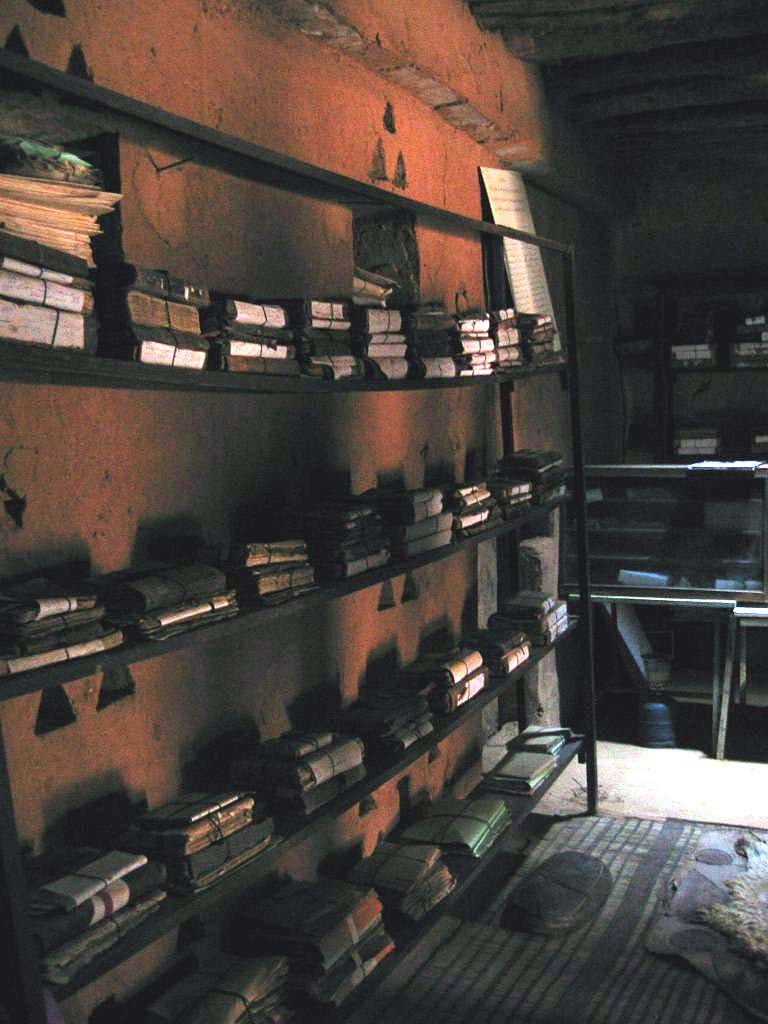
Dins una biblioteca

Chinguiti o Chinguetti (àrab: شنقيط, Xinqīṭṭ) és una vila i un ksar o fortalesa magatzem del nord de Mauritània a la regió d'Adrar. La mesquita és també rellevant, però no tan antiga. Hi ha cinc biblioteques de manuscrits alcorànics. Es considera la sèptima ciutat més santa de l'islam, però el títol és discutit. S'ha intentat desenvolupar a la ciutat el turisme d'aventura. A la rodalia, hi ha les pintures rupestres del pas d'Amoghar.
La fundació de la ciutat està datada tradicionalment del 777. El segle xi, hi van arribar els amazics sanhadja. El ksar es va fundar al segle xiii per ser centre de caravanes que anaven de la mar Mediterrània a l'Àfrica subsahariana, i encara se'n conserva una part. També va esdevenir un centre d'estudis islàmics i d'erudició científica a la regió.
La ciutat donava nom a tot el país, conegut a l'edat mitjana com Bilad Shinguit ('Terra de Chinguiti').
Junt amb Ouadane i Tichit, ha estat designada com a Patrimoni de la Humanitat el 1996. El nom de Chingueti s'ha donat al primer pou de petroli de Mauritània a la mar.
Hi va néixer Ahmad ibn al-Amin al-Shinqiti (1863–1913), un dels escriptors mauritans més famosos.